# Jaszczów (gmina)
Jaszczów (do 1870 Biskupice) – dawna gmina wiejska istniejąca do 1954 roku w woj. lubelskim. Siedzibą władz gminy był Jaszczów a następnie Biskupice.
Gmina powstała za Królestwa Polskiego w powiecie lubelskim w guberni lubelskiej 1 stycznia?/13 stycznia 1870, w związku z przemianowaniem dotychczasowej gminy Biskupice na Jaszczów, po przyłączeniu do niej pozbawionych praw miejskich Biskupic.
W okresie powojennym gmina należała  do powiatu lubelskiego w woj. lubelskim. Według stanu z dnia 1 lipca 1952 roku gmina składała się z 19 gromad.
Gmina została zniesiona 29 września 1954 roku wraz z reformą wprowadzającą gromady w miejsce gmin. Jednostki nie przywrócono 1 stycznia 1973 roku po reaktywowaniu gmin.